# Xian de Xichou
Le xian de Xichou (西畴县 ; pinyin : Xīchóu Xiàn) est un district administratif de la province du Yunnan en Chine. Il est placé sous la juridiction de la préfecture autonome zhuang et miao de Wenshan.

## Démographie
La population du district était de 241 399 habitants en 1999.